# Kalkant

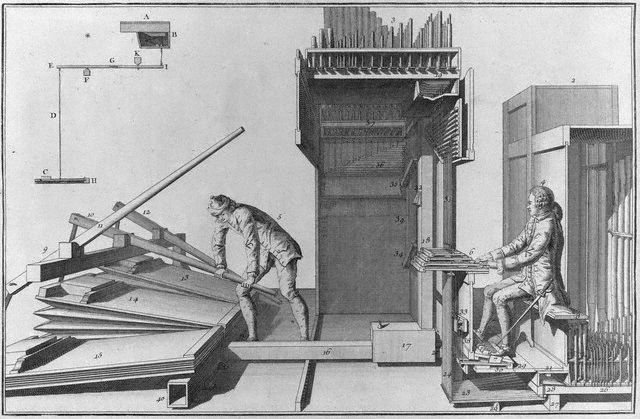
Till vänster ses bälgarna, nedtyngda av vikter och som gradvis fylls av luft och lyfter de övre delen av bälgarna i turordning. När den sista bälgen är fylld av kalkanten börjar den om igen. Gravyr från Bédos de Celles: L'art du Facteur d'Orgues, 1776.

Kalkant eller calcant (av latinets calcare = trampa) kallas i en piporgel ett registerandrag med vilket man kan ge signal via en liten klocka till en eller flera kalkanter (orgeltrampare) att antingen begynna eller upphöra med att genom bälgar förse orgeln med spelluft.

## Andra benämningar
- campanula (liten klocka)
- sonette (ljud, klang)